# Neuroleon (Neuroleon) ochreatus
Neuroleon (Neuroleon) ochreatus is een insect uit de familie van de mierenleeuwen (Myrmeleontidae), die tot de orde netvleugeligen (Neuroptera) behoort. 
Neuroleon (Neuroleon) ochreatus is voor het eerst wetenschappelijk beschreven door Navás in 1904.